# A LONG VACATION 40th Anniversary Edition
『A LONG VACATION 40th Anniversary Edition』（ア・ロング・バケイション フォーティース・アニバーサリー・エディション）は、2021年3月21日に発売された、大滝詠一のアルバム『A LONG VACATION』のリイシュー・アルバム。

## 解説
ディスク1は宣伝資料によれば、新たなマスター・テープからリマスターされた2021年版最新音源を使用した“40th Anniversary Edition”。現ナイアガラ代表の坂口修によると、"新たなマスター・テープ"は『A LONG VACATION SINGLE VOX』用のサブ・マスターが作成された翌日に、バックアップとしてもう一本別に作られたオリジナル・アナログ・マスターからのコピーで、これまで一度も使用された事がないという非常に良い状態だったため今回初めてマスターとして採用された。
ディスク2『Road to A LONG VACATION』は、『A LONG VACATION』発表に至るまでの道のりを大滝詠一が貴重な音源とともにDJスタイルで紹介する特集番組といった内容。2011年に200名を招待して、乃木坂ソニーで開催されたアルバム購入者イベント「『A LONG VACATION』30周年祝賀パーティー」で披露された音源の初CD化。当初は乃木坂と福生のスタジオをつないで出演したいと、今でいうオンラインミーティングの走りのようなものを大滝から提案されたという。他のアイディアも含めて大滝と関係者との間で色々な話がなされたが、3.11が起こりオンライン企画はなくなり、その代わりにラジオ番組仕立てのような音源を作るから、それを流そうということになって『Road to A LONG VACATION』が制作されたという。『Road to~』はイベント当日の昼まで本人が編集していたので、開演ギリギリまで会場に届かなかったという。イベント当日の午前中に大滝から「間に合わない」と電話がかかってきて、当日になっても編集をやっていたという。なんとか間に合ったが、関係者も中身は一切聴いていなかったので、ぶっつけ本番で流された。スタッフも招待客と一緒に初めて聴いて『あーそうなんだ!』という感じだった。この音源は会場にいた200人の招待客だけのために流され、10年後の40周年で公開するまでは封印するということになった。それにより当日会場にいた人たちは、10年先行して楽しんでいたということになるという。

## プロモーション、マーケティング
対象商品である、ボックス・セット『A LONG VACATION VOX』、CD2枚組（初回仕様）『A LONG VACATION 40th Anniversary Edition』、アナログレコード『A LONG VACATION 40th Anniversary Edition』に封入されている応募券で締め切りまでに応募すると、抽選でA賞：プロモーションカセット『HOME GROWN PARTY Vol.3』、または、B賞：『A LONG VACATION 40th Anniversary Edition』A3サイズポスター5枚組セットがそれぞれ400名にプレゼントされるキャンペーンが実施された。
A賞のプロモーションカセットはオリジナルアルバム発売当時に制作された幻の宣伝用カセットテープを復刻したもので、大滝詠一の楽曲が完全な形で引き立つように、本作のために小林克也が制作とナレーションを担当し、絶妙に計算して編集されたオリジナル音源。今回『A LONG VACATION VOX』のCD Disc-4にも収録されているが、カセット本体は現在では非常に入手困難なレアアイテムとなっており、40年ぶりの“奇跡の復刻”となる（Side-Aのみの収録）。
B賞の『A LONG VACATION 40th Anniversary Edition』A3サイズポスター5枚組セットは、大滝詠一並びにアルバム『A LONG VACATION』と縁のある4人のイラストレーター&漫画家（本秀康、久米田康治、江口寿史、わたせせいぞう）による「ロンバケ」ジャケットをモチーフに描かれた4種のアルバム発売40周年記念コラボレーション・ポスター＋今回の『A LONG VACATION 40th Anniversary Edition』版ポスターがセットになった《5枚組ポスターセット》。

## チャート成績
発売直後から好調なセールスを記録。ロングセールスとなった結果、発売日から2週間後、2021年4月4日付オリコンデイリー・アルバムランキングで1位を獲得した。本作は2020年までに累計300万枚以上のセールスを記録。オリジナル・リリースから40年の時を経て、オリコンデイリーランキングで1位を獲得するという快挙を成し遂げた。

## 収録曲

### Disc-1『A LONG VACATION 40th Anniversary Edition』
1. 君は天然色  –  (5:06)[1]
2. Velvet Motel  –  (3:45)[1]
3. カナリア諸島にて  –  (4:01)[1]
4. Pap-Pi-Doo-Bi-Doo-Ba物語  –  (3:17)[1]
5. 我が心のピンボール  –  (4:28)[1]
6. 雨のウェンズデイ  –  (4:26)[1]
7. スピーチ・バルーン  –  (3:57)[1]
8. 恋するカレン  –  (3:25)[1]
9. FUN×4  –  (3:26)[1]
10. さらばシベリア鉄道  –  (4:34)[1]

### Disc-2『Road to A LONG VACATION』
1. オープニング・トーク  –  (0:48)[1]
2. 「Let's Ondo Again / アミーゴ布谷」from『Let's Ondo Again』  –  (2:27)[1]
3. 「オシャレさん / 大滝詠一」from『NIAGARA CM SPECIAL Vol.1 2nd Issue』  –  (1:40)[1]
4. 「12月の雨の日（未発表ヴァージョン） / はっぴいえんど」  –  (5:15)[1]
5. 「愛は行方不明 (Demo Version) / 大滝詠一」  –  (1:28)[1]
6. 「愛は行方不明 / ニュー・ホリデー・ガールズ」（CBS・ソニーレコード 未発表音源）  –  (2:31)[1]
7. 「ハウス・プリン / 大場久美子」from『NIAGARA CM SPECIAL Vol.1 2nd Issue』  –  (1:29)[1]
8. 「冷たく愛して / スクール・メイツ」from『NIAGARA CM SPECIAL Vol.2』  –  (1:38)[1]
9. 「サイダー79 / 大滝詠一」from『NIAGARA CM SPECIAL Vol.1 3rd Issue』  –  (1:57)[1]
10. 「ロンリー・ティーン・エイジ・アイドル (Demo Version) / 大滝詠一」  –  (3:05)[1]
11. 「Summer Breeze (Demo Version) / 大滝詠一」  –  (3:24)[1]
12. 「海辺のジュリエット (Demo Version) / 大滝詠一」  –  (1:17)[1]
13. 「海辺のジュリエット / スラップスティック」from『スラップスティックに気をつけろ』  –  (1:48)[1]
14. 「星空のプレリュード (Demo Version) / 大滝詠一」  –  (1:34)[1]
15. 「星空のプレリュード / スラップスティック」from『Wait! Slapstick』  –  (2:28)[1]
16. 「ロンリー・ティーン・エイジ・アイドル / 西田敏行」from『風に抱かれて』  –  (2:59)[1]
17. 「大きいのが好き / EPO & シャネルズ」from『NIAGARA CM SPECIAL Vol.2』  –  (1:20)[1]
18. 「がんばれば愛 (Demo Version)  / 大滝詠一」  –  (2:16)[1]
19. 「がんばれば愛 / クレージー・パーティー」  –  (2:24)[1]
20. 「あなただけI LOVE YOU / 須藤薫」from『Chef's Special』  –  (2:05)[1]
21. 「デッキ・チェア (Demo Version) / 大滝詠一」  –  (1:33)[1]
22. 「デッキ・チェア / スラップスティック」from『トロピカル』  –  (2:05)[1]
23. 「須藤薫用第2弾 (Demo Version) / 大滝詠一」  –  (2:34)[1]
24. 「君は天然色 (Track)」from『A LONG VACATION 30th Edition』  –  (1:16)[1]
25. 「カナリア諸島にて (Melody Memo) / 大滝詠一」  –  (2:52)[1]
26. 「Big John Type A〜B」from『NIAGARA CM SPECIAL Vol.1 2nd Issue』  –  (1:18)[1]
27. 「Hankyu Summer Gift / 大滝詠一」from『NIAGARA CM SPECIAL Vol.2』  –  (1:30)[1]
28. 「出前一丁 / 大滝詠一」from『NIAGARA CM SPECIAL Vol.1 2nd Issue』  –  (1:21)[1]
29. 「大関 / 大滝詠一」from『NIAGARA CM SPECIAL Vol.1 2nd Issue』  –  (1:23)[1]
30. 「さらばシベリア鉄道 / 太田裕美」  –  (3:32)[1]
31. 「カナリア諸島にて (Orchestral Track Version)」  –  (4:05)[1]
  - All Songs Music by 大瀧詠一
  - (Except M03 & 07 & 08 & 26-29 Music by  多羅尾伴内、M02 Composed by M.Appell - K.Mann、
  - M09 Composed by J.Riopelle - M.MacLeod - S.Roberds)
  - M02 & 11 & 16 & 20 Lyrics by 大瀧詠一、M03 Lyrics by 博報堂、M04 & 30 Lyrics by 松本隆、
  - M06 Lyrics by 山川啓介、M07-09 & 17-19 & 27 Lyrics by 伊藤アキラ、M13 Lyrics by 小林和子、
  - M15 & 22 Lyrics by 森雪之丞、M28 Lyrics by 伊藤アキラ - 萬年社、M29 Lyrics by 伊藤アキラ - 電通
  - 04. Licensed by URC Records / SHINKO MUSIC ENTERTAINMENT CO.,LTD.
  - 13, 15, 22. Licenced by PONY CANYON INC.
  - 19.Licensed by USM JAPAN, A UNIVERSAL MUSIC COMPANY ℗1984 UNIVERSAL MUSIC LLC
  - ℗2021 Compiled by THE NIAGARA ENTERPRISES

## クレジット
| Musicians                  |   | | |
| Guitars                    | ; | 安田“同年代”裕美、三畑卓次、笛吹利明、福山享夫、川村栄二、松下誠、松宮幹彦、吉川“二日酔ドンマイ”忠英、徳武弘文、村松“カワイ・ギター教師”邦男、鈴木“Hoseam-O”茂 | 安田“同年代”裕美、三畑卓次、笛吹利明、福山享夫、川村栄二、松下誠、松宮幹彦、吉川“二日酔ドンマイ”忠英、徳武弘文、村松“カワイ・ギター教師”邦男、鈴木“Hoseam-O”茂 |
| L.Perc                     | ; | 鳴島“クワイアットマン”英治、加藤賀行、横山達治、川瀬正人、福生福生太郎、ラリー須永、高杉登、片山茂光、川原正美、キムチ木村、金田一伴内                         | 鳴島“クワイアットマン”英治、加藤賀行、横山達治、川瀬正人、福生福生太郎、ラリー須永、高杉登、片山茂光、川原正美、キムチ木村、金田一伴内                         |
| Keyboards                  | ; | 山田“笑い上戸”英俊、山中直子、鈴木宏二、井上鑑、エルトン永田、中西康晴、安西史孝、大浜“練習熱心”和史、井川賀幸、遊眠亭主                                       | 山田“笑い上戸”英俊、山中直子、鈴木宏二、井上鑑、エルトン永田、中西康晴、安西史孝、大浜“練習熱心”和史、井川賀幸、遊眠亭主                                       |
| Synth Prog                 | ; | 松武秀樹 | 松武秀樹 |
| Drums                      | ; | 上原“ユカリ”裕、林“バラード”立夫 | 上原“ユカリ”裕、林“バラード”立夫 |
| Bass                       | ; | 金田一昌吾、長岡“ミッチ”道夫、細野“エレキ・ベース”晴臣、小泉僖美雄、荒川康男                                                                                   | 金田一昌吾、長岡“ミッチ”道夫、細野“エレキ・ベース”晴臣、小泉僖美雄、荒川康男                                                                                   |
| Chorus                     | ; | Voices of Each | Voices of Each |
|                            |   | シンガーズ・スリー、オシャマンベ・キャッツ、伊集加代子、ラジ                                                                                                   | |
|                            |   | Guess Who | - 「散歩しない」 - 「Church Bells May Ring」 - 「月に吠えている男」                                                                                            |
| Flute                      | ; | Jake H Conception | Jake H Conception |
| Trumpet                    | ; | 吉岡孝時 | 吉岡孝時 |
| Marimba & Timpany ; 金山功 |   | | |
| Strings                    | ; | 前田憲男、松任谷正隆 | 前田憲男、松任谷正隆 |
|                            |   | | |

| ナガナガバカンスかもねむ会員 | |
|                              | 松本隆 · 石川光 (Luna City)、川端薫 · 白川隆三 (CBS/SONY)、Kagamimochi 伊東 · Kusomajime 深田 · Kimuko 佐々木 · Packman 芳川 · アトム富士 · GH助川 · Hentai Papilapapa 大野 · ショーガ焼き吉田 (Studio Staff)、笹島武 · 川本晴義 · 寺川知紀 (P.M.P)、前島洋児 · 大細鈴松 · 高木美和子 (Niagara Office) |

|                                                       |                                |
| Re-Design                                             | ; 佐藤徹 (Shumisome)           |
| Illustration                                          | ; 永井博 (Penguin)             |
| Pattern                                               | ; 湯村輝彦 (Terry)             |
| Obi-Design                                            | ; 中山泰 (Richie Young Studio) |
|                                                       |                                |
| Recorded & Mixed at CBS/SONY Roppongi; & Shinanomachi |                                |
|                                                       |                                |
|                                                       |                                |
| Engineer                                              | ; 吉田保                       |
| Arranger                                              | ; 多羅尾伴内                   |
| Executive Producer ; 朝妻一郎                         |                                |
| Producer                                              | ; 大瀧詠一                     |

| |
| 40th Anniversary Edition Reissue Staff |
| Mastering Engineer : Tetsuya Naitoh (Sony Music Studios Tokyo) |
| |
| Art Direction & Design : Takashi Okada |
| Photographer : Ryotaro Horiuchi |
| Assistant Photographer : Tetsuro Yano, Mayako Horiuchi |
| Product Coordinator : Ayako Uemura (Sony Music Solutions Inc.) |
| |
| A&R : Shintaro Ohta · Shinya Inoue · Eisuke Yamashita (Sony Music Labels Inc.) |
| A&R Desk : Mamiko Goto (Sony Music Labels Inc.) |
| Sales Promotion : Shigeto Asahara · Eiichiro Oshima · Kei Yamamoto · Eisuke Makita (Sony Music Marketing Inc.)                                                                                            |
| |
| Director : Masaaki Shirota |
| Co-Producer : Osamu Sakaguchi (The Niagara Enterprises) |
| Supervisor : Shikoh Ohtaki & Family |
| |
| - Special Thanks to : Mio Onishi (Matsumoto Takashi Jimusho), Lenz Nagai, SHINKO MUSIC ENTERTAINMENT CO.,LTD., Sony Music Direct (Japan) Inc., PONY CANYON INC., Universal Music, - and Takashi Matsumoto |
| |
| R.I.P Hiromi Yasuda & Yasushi Nakayama |
| |
| Produced by Eiichi Ohtaki |

## リリース日一覧
| 地域 | リリース日    | レーベル                         | 規格 | カタログ番号  | 備考 |
| ---- | ------------- | -------------------------------- | ---- | ------------- | --- |
| 日本 | 2021年3月21日 | NIAGARA ⁄ Sony Music Labels Inc. | 2CD  | SRCL 12010~11 | 新たなマスターテープからリマスターされた2021年版音源を使用した“40th Anniversary Edition”のDisc1と、大滝のDJスタイルによる貴重音源満載の『A LONG VACATION』誕生秘話を収録した『Road to A LONG VACATION』のDisc2による2枚組通常盤。初回仕様限定のみ、復刻版プロモーションカセットまたはA3サイズポスター5枚組セットのプレゼント応募抽選券封入。 |
| 日本 | 2021年3月21日 | NIAGARA ⁄ Sony Music Labels Inc. | LP   | SRJL 1234     | メトロポリス・マスタリングのティム・ヤングによる2021年版最新カッティング。重量盤12インチ33回転、完全生産限定盤。復刻版プロモーションカセットまたはA3サイズポスター5枚組セットのプレゼント応募抽選券封入。 |
| 日本 | 2021年8月4日  | NIAGARA ⁄ Sony Music Labels Inc. | LP   | SRJL-1234X    | 3月21日のリリース直後に即日完売となった『A LONG VACATION 40th Anniversary Edition＜完全生産限定盤＞』（SRJL 1234）のアンコール・プレス商品。「ロンバケ着せ替えジャケット」が同梱される「大ヒット御礼スペシャル仕様」での出荷。 |